# John Myrdhin Reynolds
 (septembre 2016).
Si vous disposez d'ouvrages ou d'articles de référence ou si vous connaissez des sites web de qualité traitant du thème abordé ici, merci de compléter l'article en donnant les références utiles à sa vérifiabilité et en les liant à la section « Notes et références ».
John Myrdhin Reynolds (né en 1942) est un professeur de bouddhisme tibétain aux États-Unis et en Europe. Il a aussi traduit de nombreux textes nyingma et kagyu depuis le tibétain vers l'anglais et est également écrivain lui-même.